# Karl von Foller

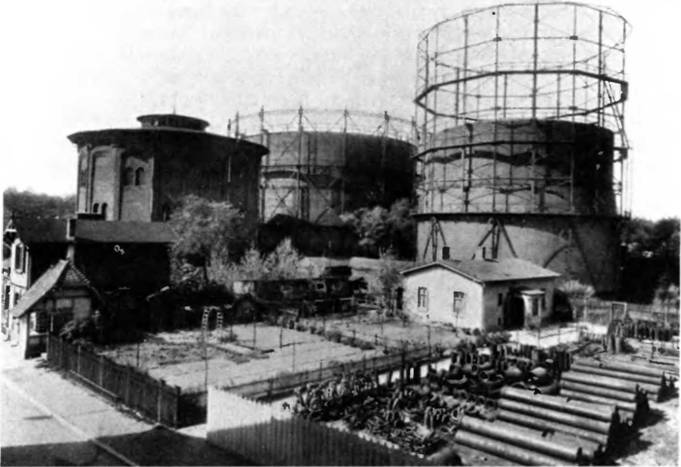
Gazownia miejska w Bydgoszczy (od 1860 r.), której jednym z inicjatorów powstania był Karl von Foller

Karl Wilhelm Theodor Ernst von Foller (ur. 1821 w Berlinie, zm. 1912 w Wiesbaden) – nadburmistrz Bydgoszczy (1857–1869).

## Życiorys
Karl von Foller urodził się 5 lutego 1821 r. w Berlinie. Był synem generała-majora Ernsta Ludwiga Alberta von Follera i Caroline Pauline z domu Malzdorff. Pochodził ze starej rodziny szlacheckiej osiadłej w Prusach Wschodnich. Studia w zakresie prawa i administracji na uniwersytecie w Berlinie zakończonych uzyskaniem stopnia doktora praw. W 1840 r. podjął pracę w Sądzie Miejskim w Berlinie, a następnie w Sądzie Apelacyjnym w Głogowie. Po uzyskaniu w 1845 r. tytułu asesora sądowego, zrezygnował z pracy w sądownictwie i przeniósł się do administracji państwowej.
Początkowo pracował w wydziale domen Królewskiej Regencji we Frankfurcie nad Odrą, a od 1846 r. jako komisarz specjalny regencji w Strzelcach Krajeńskich. Od 1850 r. jako asesor regencyjny powrócił do Frankfurtu nad Odrą, a w 1855 r. jako radca regencyjny przeniósł się do Poznania, gdzie znalazł zatrudnienie na stanowisku komisarza tamtejszej Pruskiej Królewskiej Komisji Generalnej.

### Nadburmistrz Bydgoszczy
27 listopada 1856 r. zwyciężył w wyborach burmistrza Bydgoszczy uzyskując przewagę jednego głosu nad kontrkandydatem (uzyskał 18 spośród 35 oddanych głosów). Jego wybór na burmistrza miasta został zatwierdzony przez bydgoską regencję 28 marca 1857 r. Urząd burmistrza objął oficjalnie 5 czerwca 1857 r. i pełnił go przez pełną 12-letnią kadencję.
Zasadniczym kierunkiem jego działalności jako burmistrza był rozwój gospodarczy miasta i jego modernizacja. Wiązał je z uprzemysłowieniem, a środkiem dla ożywienia gospodarczego miało być wzmożone osadnictwo rzemieślników z głębi Rzeszy. W celu ich przyciągnięcia, wystąpił z planem budowy specjalnie na ten cel przeznaczonych osiedli. Atrakcyjność osadniczą Bydgoszczy widział w położeniu miasta przy trzech drogach wodnych: Brdzie, Wiśle i Kanale Bydgoskim oraz włączeniem miasta do sieci Pruskiej Kolei Wschodniej.
Najpoważniejszym osiągnięciem von Follera była gazyfikacja miasta. Gazownię miejską w Bydgoszczy otwarto 1 października 1860 r. Początkowo z gazu korzystało 250 mieszkańców, ale ich liczba szybko rosła. Rozbudowa sieci gazowej pozwoliła na zainstalowanie gazowego oświetlenia ulic. Był także inicjatorem utworzenia ochotniczej straży pożarnej (od 1864 r.) oraz patronował Miejskiemu Towarzystwu Ogniowemu.
Wiele uwagi poświęcił Towarzystwu Upiększania Miasta, któremu przewodniczył. Staraniem tego towarzystwa założono i pielęgnowano trawniki i zieleńce, a ulice obsadzono drzewami. W związku z tym Bydgoszcz przez wiele następnych lat cieszyła się opinią miasta pełnego zieleni i przyjaznego do zamieszkania.
Karl von Foller był reprezentantem silnej w mieście Partii Narodowych Liberałów. Podczas uroczystości położenia kamienia węgielnego pod budowę pomnika Fryderyka II na Starym Rynku w obecności króla Wilhelma I (21 października 1861 r.), monarcha nadał mu tytuł nadburmistrza Bydgoszczy. Odtąd przypadł mu w udziale honor noszenia złotego łańcucha-oznaki godności ojca miasta.
Von Foller urząd swój piastował do końca kadencji, a w 1869 r. zgłosił swą kandydaturę w nowych wyborach burmistrza. Nieoczekiwanie przegrał w nich nieznaczną mniejszością głosów z Reinholdem Boie.
Końcowym akcentem jego pobytu w Bydgoszczy było utworzenie fundacji jego imienia. Powstała ona z kapitału 500 talarów zebranych dobrowolnie od 42 obywateli miasta. Zgromadzone pieniądze przekazano później potrzebującym pomocy uczniom miejskiej szkoły realnej.
W 1869 r. opuścił Bydgoszcz i znalazł zatrudnienie w Regencji w Wiesbaden. Był członkiem jej prezydium i decernentem w wydziale domen. Urząd ten opuścił jako radca po 48 latach pracy w administracji państwowej. W 1901 r. przeszedł na emeryturę. Zmarł 29 marca 1910 r. w Wiesbaden.
W 1867 r. został odznaczony Orderem Czarnego Orła IV klasy.
Jego imieniem w okresie pruskim nazwano jedną z ulic miasta w Śródmieściu Bydgoszczy, której nazwę zmieniono po 1920 r. na ul. Unii Lubelskiej.